# Ligne de Budapest à Vác par Vácrátót
La Ligne de Budapest à Vác par Vácrátót ou ligne 71 est une ligne de chemin de fer de Hongrie. Elle relie Budapest à Vác par Vácrátót.